# Estació del Garraf Park and Ride
Garraf Park and Ride és una estació de ferrocarril en projecte que s'ubicarà al sud del municipi de Sant Pere de Ribes, a la comarca del Garraf. A l'estació hi pararan trens de la futura línia Orbital Ferroviària (LOF), i se situarà al sud del terme municipal de Sant Pere de Ribes, just al costat de l'autopista C-32, propera a la sortida 26 de la mateixa.

## Serveis ferroviaris
| Rodalia de Barcelona   |                                              |               |              |                        |
| Procedència/Destinació | <                                            | Línia         | >            | Procedència/Destinació |
| Projectat              |                                              |               |              |                        |
| Mataró                 | Sant Pere de Ribes \| Hospital de Sant Camil | Línia Orbital | Vilanova Est | Vilanova i la Geltrú   |